# Gwynne Shotwell
Gwynne Shotwell, född 23 november 1963 i Libertyville, Illinois, är en amerikansk affärskvinna. Hon är Chief Operating Officer för SpaceX, ett amerikanskt företag som tillhandahåller system för rymdtransporttjänster till både statliga och kommersiella kunder.

## Biografi
Shotwell tog en Bachelor of Science-examen med högsta betyg, och därefter en Master of Science-examen i maskinteknik och tillämpad matematik vid Northwestern University.
År 1988 började hon arbeta på El Segundo forskningscentrum, The Aerospace Corporation, och deltog i det tekniska arbetet med militära rymdforsknings- och utvecklingsavtal. Under en tioårig anställning arbetade hon med termisk analys och gav ut ett stort antal rapporter inom en rad olika ämnen, såsom utformning av små rymdfarkoster, infraröd målstyrning, integrering av rymdfärjor och operativa risker vid återinträde i jordatmosfären av rymdfarkoster. 
Med intresse av att bygga rymdfarkoster, lämnade Shotwell 1998 The Aerospace Corporation för att bli chef för rymdsystemdivisionen på Microcosm Inc, en raketbyggare i El Segundo.
År 2002 rekryterades Shotwell till SpaceX, ett privat kommersiellt rymdutforskningsföretag grundat av Elon Musk. Shotwell blev företagets sjunde anställd och rekryterades till rollen som vice VD med ansvar för affärsutveckling. Företaget bygger Falconfarkosterna med nästan 50 rymduppskjutningar och har en omsättning på ca 5 miljarder USD.  Hon är nu COO för SpaceX och är ansvarig för den löpande verksamheten och för att hantera alla kund- och strategiska relationer till gagn för företagets tillväxt.

## Utmärkelser
- År 2012 tog Shotwell plats i Women in Technology International Hall of Fame.
- För år 2016 är hon placerad som den 76:e mäktigaste kvinnan i världen av tidskriften Forbes.